# George Njaralakatt
George Njaralakatt (* 23. Juni 1946 in Kalayanthany, Indien) ist ein indischer Geistlicher und emeritierter syro-malabarischer Erzbischof von Tellicherry.

## Leben
George Njaralakatt empfing am 20. Dezember 1971 das Sakrament der Priesterweihe für die Eparchie Tellicherry. Am 1. März 1973 wurde er in den Klerus der Eparchie Mananthavady und am 27. August 2007 in den Klerus der Eparchie Bhadravathi inkardiniert.
Am 18. Januar 2010 ernannte ihn Papst Benedikt XVI. zum ersten Bischof der mit gleichem Datum errichteten Eparchie Mandya. Der Erzbischof von Tellicherry, George Valiamattam, spendete ihm am 7. April desselben Jahres die Bischofsweihe; Mitkonsekratoren waren der emeritierte Erzbischof von Trichur, Jacob Thoomkuzhy, und der Bischof von Mananthavady, José Porunnedom.
Am 29. August 2014 wurde seine Ernennung zum Erzbischof von Tellicherry durch den Großerzbischof von Ernakulam-Angamaly, George Kardinal Alencherry, bekanntgegeben.
Am 15. Januar 2022 wurde die Annahme seines altersbedingten Rücktritts durch die Synode der syro-malabarischen Kirche bekanntgegeben.